# ۱۴۸۰ (میلادی)
۱۴۸۰ (میلادی) هزارو چهارصد و هشتادمین سال تقویم میلادی است.

## زادگان
- ۱۴ آوریل – لوکرتزیا بورجیا، کشیش ایتالیایی (د. ۱۵۱۹)
- ۳ فوریه – فردیناند ماژلان، کاشف پرتغالی (د. ۱۵۲۱)